# Stuart Hooper
Pour les articles homonymes, voir Hooper.

a Compétitions nationales et continentales officielles uniquement.

Dernière mise à jour le 8 mai 2019.
Stuart James Hooper, né le 18 octobre 1981 à Exeter est un joueur et entraîneur anglais de rugby à XV évoluant au poste de deuxième ligne.

## Biographie
Il prend sa retraite de joueur en 2016. Il intègre alors l'encadrement de Bath Rugby. Il est responsable de la performance et du développement. En 2019, il est nommé directeur du rugby.